# آن ميلر
آن ميلر (بالإنجليزية: Ann Miller)‏ مواليد 12 أبريل 1923 في هيوستن - الوفاة 22 يناير 2004 في لوس أنجلوس، هي ممثلة أمريكية بدأت مسيرتها الفنية عام 1934.

## وصلات خارجية
- آن ميلر على موقع IMDb (الإنجليزية)
- آن ميلر على موقع ألو سيني (الفرنسية)
- آن ميلر على موقع ميوزك برينز (الإنجليزية)
- آن ميلر على موقع تيرنر كلاسيك موفيز (الإنجليزية)
- آن ميلر على موقع أول موفي (الإنجليزية)
- آن ميلر على موقع قاعدة بيانات برودواي على الإنترنت (الإنجليزية)
- آن ميلر على موقع قاعدة بيانات الأفلام السويدية (السويدية)
- آن ميلر على موقع إن إن دي بي (الإنجليزية)
- آن ميلر على موقع أول ميوزيك (الإنجليزية)
- آن ميلر على موقع ديسكوغز (الإنجليزية)